# Województwo bełskie

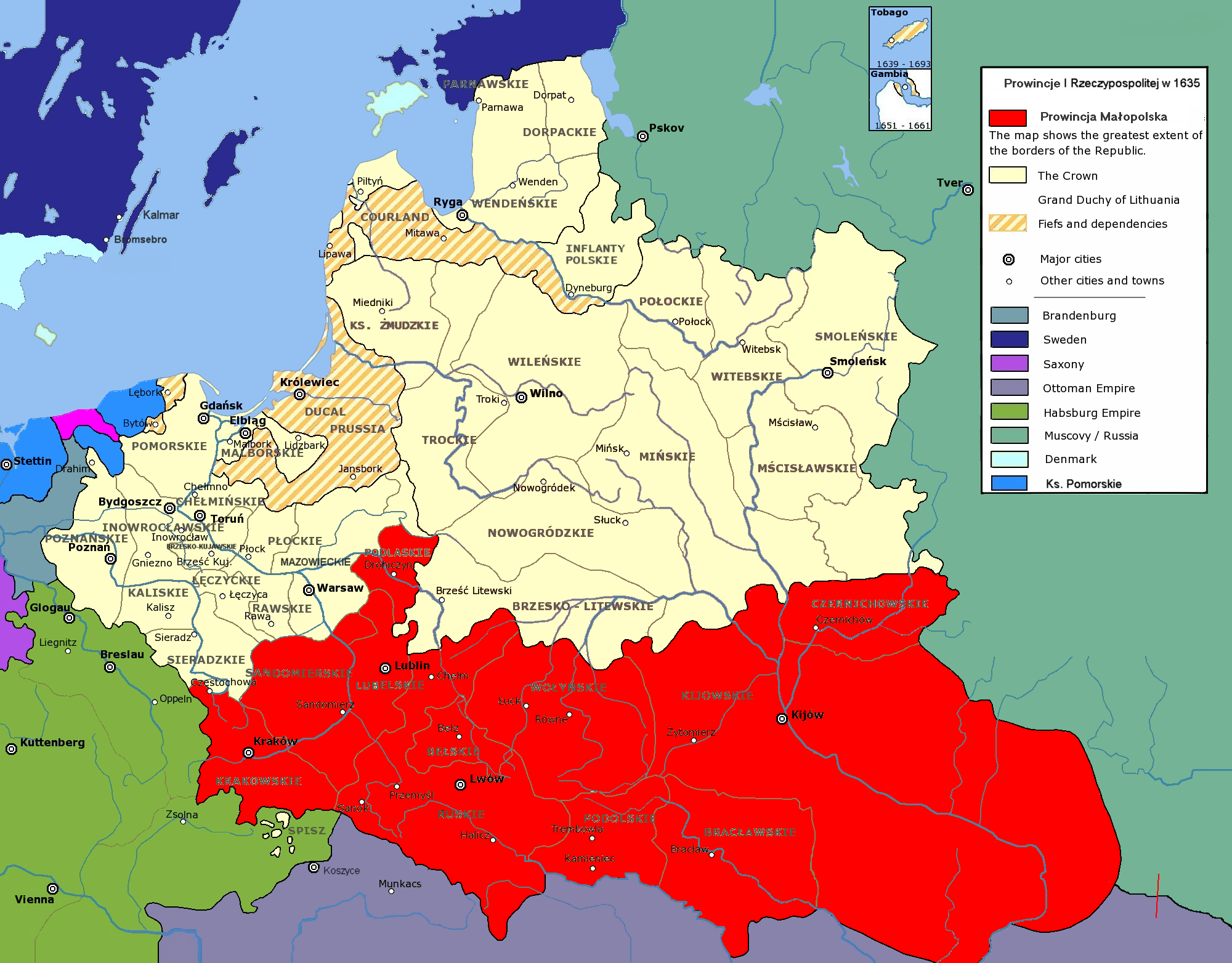
Województwo bełskie w składzie małopolskiej prowincji Korony Polskiej, 1635

Województwo bełskie (łac. Palatinatus Belzensis) – województwo Korony Królestwa Polskiego I Rzeczypospolitej, część prowincji małopolskiej
Zostało utworzone w 1462 r. przez Kazimierza IV Jagiellończyka po przyłączeniu ziemi bełskiej do Korony Polskiej. Województwo bełskie miało senatorów większych dwóch, to jest wojewodę i kasztelana bełskiego, mniejszych także dwóch, którymi byli kasztelanowie lubaczowski i buski. System prawny w oparciu o prawo magdeburskie. Herbem województwa był w polu czerwonym gryf srebrny pod złotą koroną, wspinający się przednimi łapami do góry. Województwo bełskie było najmniejszym z województw małopolskich, licząc w XVII wieku 483 wsi i  33 miast i miasteczek. Oprócz Bugu, większych rzek województwo nie miało. W całym województwie jedyne szkoły funkcjonowały w Warężu, pod zarządem księży pijarów.
Po pierwszym rozbiorze roku 1772 prawie całe województwo bełskie dostało się pod panowanie Austrii (zobacz cyrkuł zamojski). Przy Koronie pozostały tylko: z dóbr prywatnych – miasteczko Korytnica na prawym brzegu Bugu i 16 wsi; z dóbr królewskich – miasto Dubienka i 10 włości; z dóbr duchownych – 2 wsie. Mimo to, Sejm Wielki nie dopuścił do zupełnego zniesienia województwa bełskiego, nadal obierając dwóch posłów oraz deputata trybunalskiego do sejmików. Miejscem wyborów był kościół farny w Dubience. Z przyczyny szczupłości województwa (liczącego wówczas już tylko kilka mil kwadratowych) dopuszczano obywateli ziemi chełmskiej i województwa wołyńskiego, którzy posiadali posesje dziedziczne, do sejmikowania w województwie bełskim, wraz z dostępem do jego wszelkich urzędów i funkcji.
Ostatecznie, województwo bełskie przestało istnieć po II rozbiorze Polski (23 listopada 1793), kiedy to na mocy sejmu grodzieńskiego utworzono nowe województwa. Skrawki województwa bełskiego zostały wcielone do nowo utworzonych województw chełmskiego i włodzimierskiego.

## Powiaty
- powiat bełski
- powiat grabowiecki
- powiat horodelski
- powiat lubaczowski
- ziemia buska

## Wojewodowie
- Rafał Leszczyński (1619–1636)
- Jakub Sobieski (od 1638)
- Adam Mikołaj Sieniawski (1692–1710)
- Aleksander Michał Łaszcz (1710–1720)
- Stanisław Mateusz Rzewuski (od 1726)
- Ignacy Alexander hr.Cetner (1763-1787)